# Borgia (Fernsehserie)
Borgia ist eine international koproduzierte Fernsehserie, die unter anderem vom ZDF und dem ORF kofinanziert wurde. Im Zentrum des Geschehens steht die Familie Borgia und deren Familienoberhaupt Rodrigo Borgia, der als Papst Alexander VI. bekannt wurde. Die Serie ist ein Konkurrenzprodukt zur US-amerikanischen Fernsehserie Die Borgias mit Jeremy Irons in der Hauptrolle.

## Handlung
1491: Nach dem Tod seines Bruders Pedro Luis kehrt der junge Juan nach Kämpfen gegen die Mauren in Spanien (Reconquista) zurück in den Vatikan, um seinen Onkel Rodrigo Borgia, den Vizekanzler Papst Innozenz VIII. und mächtigsten Mann der Kurie, von dem entsetzlichen Ereignis in Kenntnis zu setzen. Rodrigo schmiedet derweil gemeinsam mit seinem Sekretär Francesc Gacet ehrgeizige Pläne: Nach dem baldigen Ableben des Papstes will Rodrigo selbst den Stuhl Petri besteigen, was voraussetzt, dass zuvor die beiden Konkurrenten Giuliano della Rovere und Ascanio Sforza ausgeschaltet und die Adelshäuser der Orsini und Colonna auf Borgias Seite gezogen werden müssen.
Juan und sein jüngerer Bruder Cesare, der widerwillig in Pisa für das Priesteramt studiert, sollen diese Überzeugungsarbeiten übernehmen, wobei Cesare versagt und sich das jüngste Mitglied der Colonna, Marcantonio, zum Feind macht. Als Marcantonios Onkel Fabrizio Colonna Juan beim Sex mit seiner Ehefrau Nannia ertappt und diese daraufhin tötet, wird der Clan der Colonna Borgias erklärter Feind. Die Orsini jedoch unterstützen Rodrigo vorerst – unter der Bedingung, dass dieser sein Verhältnis mit der jungen Giulia Farnese, Ehefrau von Orsino Orsini Migliorati, beendet.
Im Sommer 1492 stirbt Papst Innozenz. Im Konklave gelingt es Rodrigo, auch den Kandidaten Ascanio Sforza für sich zu gewinnen, durch das Zugeständnis, dass Rodrigos Nichte Lucrezia seinen Vetter Giovanni Sforza von Pesaro heiratet. Mit Sforzas Hilfe wird Rodrigo zu Papst Alexander VI.
Der geschlagene Giuliano della Rovere flieht nach Frankreich, um den dortigen König Karl VIII. dazu zu bringen, auf seinem geplanten Mailand-Feldzug Rom anzugreifen und Rodrigo zu stürzen. Lucrezia heiratet Giovanni Sforza. Juan wird mit der spanischen Prinzessin Maria Enriquez de Luna verkuppelt. Cesare und sein Freund Alessandro Farnese – Bruder von Giulia – werden zu Kardinälen ernannt. Rodrigo gesteht, dass Juan, Cesare, Lucrezia und der elfjährige Jofré seine eigenen Kinder sind.
Giulia Farnese wird selbst von Rodrigo schwanger und fortan mehrmals von ihrem Mann Orsino tätlich angegriffen. Als Juan daraufhin Orsino töten lässt, werden auch die Orsini zu Feinden der Borgia.
Am 8. September 1494 fällt die erste italienische Stadt unter dem Angriff der Franzosen: Rapallo. Der Bericht eines Überlebenden des Massakers schockiert Rodrigo über alle Maßen. In Folge marschiert Marcantonio Colonna, mit den Franzosen im Bündnis, nach Ostia und nimmt dieses in Besitz, was Rodrigo veranlasst, den Kirchenbann über ihn zu verhängen.
Cesare und Juan versuchen, in Rom ein Heer aus ortsansässigen deutschen Söldnern zu schmieden, wobei Cesare zum ersten Mal militärische Führungsqualitäten unter Beweis stellt. Gleichzeitig bricht ein weiteres Bündnis des Papstes entzwei, das Bündnis mit dem Haus Sforza, woran vordergründig die äußerst unglückliche Ehe zwischen Giovanni und Lucrezia Schuld ist. Lucrezia, die sich in den Sohn des Herzogs von Ferrara, Alfonso I. d’Este, verliebt hat, bittet ihren Vater vehement um die Scheidung dieser Ehe.
Als die Gefahr der Franzosen näher rückt, ist Rodrigo gezwungen, auf eine harte Forderung des Feindes einzugehen: Cesare Borgia muss als Geisel dem Feind überlassen werden, in der Obhut Marcantonio Colonnas. Nach Rodrigos anfänglichem Zögern opfert sich Cesare letztlich mehr oder weniger freiwillig für Rom und die Familie.
In Begleitung seines Sekretärs Agapito Geraldini reist er zu Marcantonios Stützpunkt in San Marino, wo er von Marcantonio unter Demütigungen festgenommen wird. Marcantonio lässt ihn aller Kleider berauben und nackt in einem Verlies einsperren. Später besinnt er sich, wie er selbst behauptet, auf die Christenpflicht, die Nackten zu kleiden und den Hungernden Speise zu geben. Er gibt Cesare Kleidung und lädt ihn zu einem Mahl in seinen Gemächern, in dessen Folge er Cesare niederschlägt und vergewaltigt.
Durch die Abwesenheit Cesares desertiert die von ihm aufgestellte deutsche Streitmacht, die sich weigert, dem inkompetenten Juan zu folgen. Juan flieht daraufhin aus Rom. Rodrigo zieht sich mit Giulia Farnese, die hochschwanger ist, Lucrezia und einigen Angehörigen des Kardinalskollegiums in die Engelsburg zurück, um den Angriff der Franzosen auf Rom besser durchstehen zu können. In der Nacht, in der das französische Heer in Rom einfällt, wird Cesare überraschend aus der Haft der Colonna freigelassen und kehrt, in Lumpen gekleidet, verletzt und seelisch angeschlagen, nach Rom zurück. Er kann nicht verhindern, dass seine Mutter Vanozza de Cattanei beim Franzosenüberfall ausgeraubt und vergewaltigt wird. Durch die Hilfe von Johannes Burchard, dem päpstlichen Zeremonienmeister, kann Cesare die Identität des Vergewaltigers seiner Mutter ausmachen und tötet ihn nachts in einer Gasse.
Der französische König stimmt schließlich einem Treffen mit dem Papst zu, wobei er und Rodrigo sich einig werden: König Karl erhält das Königreich Neapel als Territorium, außerdem wird ihm der osmanische Prinz Cem, eine Geisel am päpstlichen Hof, auf seinen Wunsch hin überstellt. Im Gegenzug akzeptiert Karl Rodrigos Papat und zerschlägt damit sein Bündnis mit Della Rovere vorerst. Juan kehrt aus dem Exil zurück und wird trotz seines Versagens von Rodrigo in allen Ehren wieder aufgenommen.
Unterdessen entwickelt sich der Feldzug der Franzosen zum Desaster. 1495 wird das geschwächte Heer in der Schlacht bei Fornovo geschlagen und König Karl ist gezwungen, nach Frankreich zurückzukehren. Die Macht der Borgia ist gefestigt und Italien wieder befriedet.

## Hauptfiguren
Rodrigo Borgia
Der machtgierige Kardinal Borgia spinnt ein Netz aus Intrigen, um sein ultimatives Ziel zu erreichen: Papst zu werden. Dem Vater mehrerer Kinder von verschiedenen Frauen gelingt dies, und er besteigt als Alexander VI. den Heiligen Stuhl.
Vanozza Cattanei
Vanozza war mehr als zehn Jahre lang Rodrigos Mätresse und gebar ihm mehrere Kinder. Auch nachdem Rodrigo sich jüngeren Frauen zugewendet hat, stehen beide einander noch nahe.
Juan Borgia
Für die Zukunft seines Erstgeborenen mit Vanozza Cattanei schmiedet Rodrigo Borgia grandiose Pläne, jedoch ohne dabei dessen Schwächen zu erkennen: Juan ist ein stolzer, fauler und skrupelloser Schürzenjäger.
Cesare Borgia
Rodrigos und Vanozzas intelligenter und charmanter zweitgeborener Sohn wurde vom Vater entgegen seiner Natur in eine klerikale Laufbahn gezwungen. Er kämpft ständig gegen seine Gewaltausbrüche an. Er vergöttert seine kleine Schwester Lucrezia und würde für sie alles tun, was in seiner Macht steht, auch wenn er nicht verhindern kann, dass sein Vater sie schamlos für politische Zwecke benutzt.
Lucrezia Borgia
Rodrigos und Vanozzas über alles geliebte Tochter wird vom Vater dennoch als Schachfigur seiner Machtpolitik benutzt und in diversen politischen Allianzen verheiratet. Mit ihrem Bruder Cesare verbindet sie eine eigenartige, innige und allesumfassende Liebe.
Giulia Farnese
Die junge Giulia, verheiratet mit Orsino Orsini Migliorati, ist Rodrigos Geliebte und seine große Leidenschaft. Nachdem er Papst wird, erlangt sie durch ihren Einfluss auf ihn große Macht.
Adriana de Mila
Adriana, die Mutter Orsino Orsini Miglioratis, ist Giulias Schwiegermutter, Vertraute Alexanders und Ziehmutter Lucrezias, über deren Reputation sie scharf wacht. Sie steht im Konflikt mit Vanozza und verstrickt sich in Intrigen im Vatikan.

## Besetzung und Synchronisation
Die deutsche Synchronisation wurde von der Berliner Synchron AG Wenzel Lüdecke nach einem Dialogbuch von Jürgen Neu durchgeführt, der auch Dialogregie führte.

### Hauptbesetzung
| Rollenname           | Schauspieler   | Synchronsprecher  |
| -------------------- | -------------- | ----------------- |
| Rodrigo Borgia       | John Doman     | Eberhard Haar     |
| Cesare Borgia        | Mark Ryder     | Tim Knauer        |
| Juan Borgia          | Stanley Weber  | Tommy Morgenstern |
| Lucrezia Borgia      | Isolda Dychauk | Isolda Dychauk    |
| Giulia Farnese       | Marta Gastini  | Manja Doering     |
| Vanozza de’ Cattanei | Assumpta Serna | Isabella Grothe   |

### Nebenbesetzung (Staffel 1)
| Rollenname                         | Schauspieler                     | Synchronsprecher     |
| ---------------------------------- | -------------------------------- | -------------------- |
| Adriana de Mila                    | Andrea Sawatzki                  | Andrea Sawatzki      |
| Goffredo Borgia                    | Adam Mišík                       | Kai Gieß             |
| Kardinal Ascanio Sforza            | Christian McKay                  | Torsten Michaelis    |
| Johannes Burckard                  | Victor Schefé                    | Victor Schefé        |
| Kardinal Giuliano della Rovere     | Dejan Čukić                      | Bernd Vollbrecht     |
| Alessandro Farnese                 | Diarmuid Noyes                   | Robin Kahnmeyer      |
| Prinz Djem                         | Nicolás Belmonte                 | Tobias Nath          |
| Francesc Gacet                     | Art Malik                        | Klaus-Dieter Klebsch |
| Giovanni Sforza                    | Manuel Rubey                     | Manuel Rubey         |
| Maria Enriques de Luna             | Monica Lopera                    | Victoria Sturm       |
| Papst Innozenz VIII.               | Udo Kier                         | Udo Kier             |
| Franchescetto Cibo                 | Rudolf Martin                    | Rudolf Martin        |
| Giovanni de’ Medici                | John Bradley                     | Leonhard Mahlich     |
| Gianbattista Orsini                | Miroslav Táborský                | Frank-Otto Schenk    |
| Giovanni Colonna                   | Karel Dobrý                      | Viktor Neumann       |
| Francesco Piccolomini              | Predrag Bjelac                   | Jörg Hengstler       |
| Virginio Orsini                    | Sean Campion                     | Frank Muth           |
| Botschafter Diego de Haro          | Vincent Carmichael               | Helmut Gauß          |
| Jorge da Costa                     | Vadim Glowna                     | Vadim Glowna         |
| Pantisilea                         | Elisa Mouliaá                    | Anne Helm            |
| Alfonso d’Este                     | Andrew Hawley                    | Julius Jellinek      |
| Sigismondo d’Este                  | Davide Lipari                    |                      |
| Guidebaldo De Montefeltro          | Dave Legeno                      | Tobias Kluckert      |
| Carlo Canale                       | Robert Polo                      | Michael Iwannek      |
| Don Gaspar de Procida              | Matěj Stropnický                 | Nico Mamone          |
| Alfonso II. von Neapel             | Raimund Wallisch                 | Raimund Wallisch     |
| Yves d’Allegre                     | David Atrakchi                   | Jaron Löwenberg      |
| Fiametta Michaelis                 | Tereza Voříšková                 | Dana Friedrich       |
| Oliviero Carafa                    | Marco Calvani/Michael Fitzgerald | Tom Deininger        |
| Orsino Orsini Migliorati           | Michael Billington jr.           | Felix Spieß          |
| Marcantonio Colonna                | Richard Southgate                | Alexander Doering    |
| König Karl VIII.                   | Simon Larvaron                   | Kim Hasper           |
| Kardinal Giovanni Savelli          | Peter Hosking                    | Reinhard Kuhnert     |
| Kardinal Maffeo Gherardo           | James Greene                     | Hasso Zorn           |
| Guillaume Briçonnet                | Marc Duret                       | Udo Schenk           |
| Ardicino della Porta               | Jiri Ornest                      |                      |
| Camerlengo Raffaele Riario Sansoni | Scott William Winters            | Olaf Reichmann       |
| General Fernandez de Cordova       | Scott Gleverdon                  |                      |
| Agapito Geraldini                  | Paul Brennen                     | Frank Kirschgens     |

### Nebenbesetzung (Staffel 2)
Folgende Schauspieler haben ausschließlich in Staffel 2 mitgewirkt:
| Rollenname                            | Schauspieler          | Synchronsprecher          |
| ------------------------------------- | --------------------- | ------------------------- |
| Girolamo Savonarola                   | Iain Glen             | Oliver Stritzel           |
| Michelangelo                          | Danny Szam            | Sebastian Christoph Jacob |
| Leonardo da Vinci                     | Paul Rhys             | Dirk Bublies              |
| Piero Soderini                        | James Faulkner        | Lutz Riedel               |
| Niccolò Machiavelli                   | Thibaut Evrard        | Markus Pfeiffer           |
| Kardinal John Morton                  | David Gant            |                           |
| Juan de Borja Llançol de Romaní       | Sebastian Urzendowsky | Sebastian Urzendowsky     |
| Pedro Luis de Borja Llançol de Romaní | Jindrich Tillinger    |                           |
| Rodrigo Borgia ’El Pequeño’ Lanzol    | Rafael Cebrián        | Henning Nöhren            |
| Francisco de Borja                    | Bohdan Petrovyc Esek  |                           |
| Abt Johannes Trithemius               | Carl Achleitner       | Carl Achleitner           |
| Giovanna Farnese                      | Babsie Steger         | Babsie Steger             |
| Alfonso di Calabria                   | Alejandro Albarracín  | Sebastian Schulz          |
| König Friedrich I. von Neapel         | Richard McCabe        | Engelbert von Nordhausen  |
| Carlotta von Aragon                   | Paloma Bloyd          |                           |
| Kasim Bey                             | Philip Arditti        |                           |
| Königin Anne de Bretagne              | Héléna Soubeyrand     | Julia Ziffer              |
| Jeanne de Berry                       | Sarah Stern           | Katja Primel              |
| Charlotte d’Albret                    | Stéphane Caillard     | Giuliana Jakobeit         |
| Josquin Desprez                       | Richard van Weyden    | Richard van Weyden        |
| Kardinal Giovanni Battista Zeno       | Rod Grover            |                           |
| Francesco Alidosi                     | Matt Di Angelo        | Kim Hasper                |
| König Ludwig XII. von Frankreich      | Joseph Beattie        | Sascha Rotermund          |
| Georges d’Amboise                     | Edward Hogg           | Kim Hasper                |
| Jacob Nufer                           | Wolfgang Maria Bauer  | Wolfgang Maria Bauer      |
| Pietro Bembo                          | Marco Cassini         | Stefan Krause             |
| Ludovico Sforza                       | Florian Fitz          | Florian Fitz              |
| Caterina Sforza                       | Valentina Cervi       | Sabine Arnhold            |

## Produktion und Ausstrahlung
Mit 25 Millionen Euro Produktionsbudget und einem halben Jahr Dreharbeiten wurde die erste Staffel, bestehend aus 12 Folgen, zwischen Oktober 2010 und April 2011 in Telč und in den Barrandov Studios in Prag gedreht. Hinter den Kulissen und vor der Kamera wirkten Bürger aus 18 verschiedenen Ländern mit. Sie ist damit eine der teuersten europäischen Fernsehserien aller Zeiten.
Produziert wurde die Serie von Atlantique Productions, EOS Entertainment GmbH, in Zusammenarbeit mit Etic Films und Les Borgia SAS, in Koproduktion mit ZDF, ORF und Canal+. Die Drehsprache war Englisch. Produzent und Drehbuchautor ist Tom Fontana, Regie führten neben Oliver Hirschbiegel auch Metin Hüseyin, Dearbhla Walsh und Christoph Schrewe. Neben zahlreichen Quellen dienten Drehbuchautor Fontana unter anderem die Aufzeichnungen des Chronisten Johannes Burckard beim Schreiben des Drehbuchs.
Im März 2012 hatten sich die beteiligten Sender geeinigt, eine zweite Staffel zu produzieren. Am 7. November 2012 endeten nach 140 Drehtagen in der mittelalterlichen Altstadt von Monselice die Dreharbeiten zur zweiten Staffel, deren sechs Folgen ab Ende September 2013 ausgestrahlt wurden. Durch das Verlegen der Dreharbeiten von Tschechien deutlich mehr nach Italien in der zweiten Staffel verteuerten sich die Produktionskosten um 5 Mio. Euro auf rund 30 Millionen Euro. Die Handlung der zweiten Staffel setzt 1497 ein.
Am 27. Mai 2013 wurde bekannt, dass die Serie eine dritte und auch gleichzeitig letzte Staffel erhalten soll. Die 12 Episoden wurden zwischen Mai 2013 und Januar 2014 gedreht.
Zu den wichtigsten Darstellern in der dritten Staffel zählen der Deutsche Rolf Kanies als Lorenz Beheim, Michael Byrne in der Rolle von Lucrezias Schwiegervater Ercole I. d’Este oder Marc Pickering als Ippolito I. d’Este. Der tschechische Schauspieler Adam Mišík, Darsteller des Jofré Borgia in den ersten beiden Staffeln der Serie, zeigte kein Interesse mehr an seiner Rolle. Die Rolle musste neu besetzt werden. In der dritten Staffel verkörpert darum der italienische Schauspieler und Newcomer Niccolò Besio den jüngsten Sohn Papst Alexanders VI.

### Deutschsprachiger Raum
Die deutschsprachigen Erstausstrahlungsrechte hat sich der ORF gesichert, der die Serie in sechs Teilen ab dem 13. Oktober 2011 in Spielfilmlänge (je 100 min) im Spätabendprogramm auf ORF 2 zeigt. Das ZDF begann am 17. Oktober 2011 mit der Ausstrahlung, ebenfalls als 6-Teiler, jedoch in der Hauptsendezeit ab 20:15 Uhr. Da manche Episoden der Serie eine FSK-Freigabe ab 16 oder sogar 18 Jahren haben, sind die TV-Ausstrahlungen im ZDF zensiert worden. Dabei wurden aber nicht nur Sex- und Gewaltszenen entschärft, sondern zum Teil auch normale Handlungsszenen entfernt. Insgesamt wurden 58 Minuten in der Fernsehversion von Borgia nicht gezeigt.
Der Ausstrahlungsbeginn der zweiten Staffel der Historienserie begann im ZDF am 30. September 2013, erneut zur Hauptsendezeit um 20.15 Uhr. Aufgrund sehr schlechter Quoten wurde die Serie ab der vierten Folge der zweiten Staffel auf einen späteren Sendeplatz verlegt.
Der ORF begann die Ausstrahlung der 2. Staffel bereits eine Woche früher, am 25. September 2013 auf ORF 2.
Aufgrund der schlechten Einschaltquoten der ersten beiden Staffeln verzichteten sowohl ZDF als auch ORF bislang auf das Senden der dritten und finalen Staffel. Seit dem 22. Februar 2016 ist die dritte Staffel jedoch auf Amazon Video online zu sehen. Zudem erschien diese, sowie eine Gesamtbox, die alle Staffeln enthält, am 1. September 2016 auf DVD und Bluray Disc.

### International
Beta Film verkaufte die Serie bisher in knapp 40 Länder, darunter Italien, Spanien, Russland, Japan und nach Latein- und Nordamerika. Die Erstausstrahlung fand in Italien auf dem Pay-TV-Sender Sky Cinema 1 statt. Die ersten zwei Folgen wurden am 10. Juli 2011 in einer Vorab-Premiere gezeigt, am 2. September 2011 begann die normale Ausstrahlung. In Frankreich wird die Serie seit dem 10. Oktober auf Canal+ ausgestrahlt.

## Episodenliste

### Erste Staffel
| Nr.  | Originaltitel             | Deutscher Titel                   | Regie               | Erstausstrahlung (Sky Italia) | Nr. | Erstausstrahlung in ORF 2 | Erstausstrahlung im ZDF |
| ---- | ------------------------- | --------------------------------- | ------------------- | ----------------------------- | --- | ------------------------- | ----------------------- |
| 01   | 1492                      | 1492                              | Oliver Hirschbiegel | 10. Juli 2011                 | 1   | 13. Oktober 2011          | 17. Oktober 2011        |
| 02   | Ondata di Calore          | Die Hitzewelle                    | Oliver Hirschbiegel | 10. Juli 2011                 | 1   | 13. Oktober 2011          | 17. Oktober 2011        |
| 03   | A Sacred Vow              | Ein heiliger Schwur               | Oliver Hirschbiegel | 9. September 2011             | 2   | 14. Oktober 2011          | 19. Oktober 2011        |
| 04   | Wisdom of the Holy Spirit | Die Weisheit des heiligen Geistes | Oliver Hirschbiegel | 9. September 2011             | 2   | 14. Oktober 2011          | 19. Oktober 2011        |
| 05   | The Bonds of Matrimony    | Der Bund der Ehe                  | Dearbhla Walsh      | 16. September 2011            | 3   | 19. Oktober 2011          | 20. Oktober 2011        |
| 06   | Legitimacy                | Legitimität                       | Dearbhla Walsh      | 16. September 2011            | 3   | 19. Oktober 2011          | 20. Oktober 2011        |
| 07   | Maneuvers                 | Schachzüge                        | Metin Hüseyin       | 23. September 2011            | 4   | 21. Oktober 2011          | 24. Oktober 2011        |
| 08   | Prelude to an Apocalypse  | Vorboten der Apokalypse           | Metin Hüseyin       | 23. September 2011            | 4   | 21. Oktober 2011          | 24. Oktober 2011        |
| 09   | The Invasion of Rome      | Die Invasion von Rom              | Christoph Schrewe   | 30. September 2011            | 5   | 24. Oktober 2011          | 26. Oktober 2011        |
| 0 10 | Miracles                  | Wunder                            | Christoph Schrewe   | 30. September 2011            | 5   | 24. Oktober 2011          | 26. Oktober 2011        |
| 0 11 | God’s Monster             | Gottes Ungeheuer                  | Metin Hüseyin       | 7. Oktober 2011               | 6   | 25. Oktober 2011          | 27. Oktober 2011        |
| 0 12 | The Serpent Rises         | Die Schlange erhebt sich          | Metin Hüseyin       | 7. Oktober 2011               | 6   | 25. Oktober 2011          | 27. Oktober 2011        |

### Zweite Staffel
| Nr.  | Originaltitel             | Deutscher Titel               | Regie             | Erstausstrahlung (Canal +) | Nr. | Erstausstrahlung in ORF 2 | Erstausstrahlung im ZDF |
| ---- | ------------------------- | ----------------------------- | ----------------- | -------------------------- | --- | ------------------------- | ----------------------- |
| 0 13 | The Time Of Sweet Desires | Die Zeit des süßen Verlangens | Dearbhla Walsh    | 18. März 2013              | 7   | 25. September 2013        | 30. September 2013      |
| 0 14 | Ash Wednesday             | Aschermittwoch                | Dearbhla Walsh    | 18. März 2013              | 7   | 25. September 2013        | 30. September 2013      |
| 0 15 | Palm Sunday               | Palmsonntag                   | Christoph Schrewe | 25. März 2013              | 8   | 27. September 2013        | 1. Oktober 2013         |
| 0 16 | Pax Vobiscum              | Pax Vobiscum                  | Christoph Schrewe | 25. März 2013              | 8   | 27. September 2013        | 1. Oktober 2013         |
| 0 17 | Ascension                 | Christi Himmelfahrt           | Metin Hüseyin     | 1. April 2013              | 9   | 1. Oktober 2013           | 3. Oktober 2013         |
| 0 18 | Pentecost                 | Pfingsten                     | Metin Hüseyin     | 1. April 2013              | 9   | 1. Oktober 2013           | 3. Oktober 2013         |
| 0 19 | The Blessed Trinity       | Die Heilige Dreifaltigkeit    | Thomas Vincent    | 8. April 2013              | 10  | 2. Oktober 2013           | 7. Oktober 2013         |
| 0 20 | A Morality Play           | Ein Mysterienspiel            | Thomas Vincent    | 8. April 2013              | 10  | 2. Oktober 2013           | 7. Oktober 2013         |
| 0 21 | Transfiguration           | Die Verklärung Christi        | Metin Hüseyin     | 15. April 2013             | 11  | 3. Oktober 2013           | 9. Oktober 2013         |
| 0 22 | The Assumption            | Mariä Himmelfahrt             | Metin Hüseyin     | 15. April 2013             | 11  | 3. Oktober 2013           | 9. Oktober 2013         |
| 0 23 | The Seven Sorrows         | Die Schmerzen Mariens         | Christoph Schrewe | 22. April 2013             | 12  | 7. Oktober 2013           | 13. Oktober 2013        |
| 0 24 | Who Is Like God?          | Wer ist wie Gott?             | Christoph Schrewe | 22. April 2013             | 12  | 7. Oktober 2013           | 13. Oktober 2013        |

### Dritte Staffel
| Nr.  | Originaltitel  | Deutscher Titel | Regie                  | Erstausstrahlung (Canal +) | Nr. | Erstausstrahlung in ORF 2 | Erstausstrahlung im ZDF |
| ---- | -------------- | --------------- | ---------------------- | -------------------------- | --- | ------------------------- | ----------------------- |
| 0 25 | 1495           |                 | Christoph Schrewe      | 15. September 2014         | 13  |                           |                         |
| 0 26 | 1496           |                 | Christoph Schrewe      | 15. September 2014         | 13  |                           |                         |
| 0 27 | 1497           |                 | Christoph Schrewe      | 22. September 2014         | 14  |                           |                         |
| 0 28 | 1498           |                 | Metin Hüseyin          | 22. September 2014         | 14  |                           |                         |
| 0 29 | 1499           |                 | Metin Hüseyin          | 29. September 2014         | 15  |                           |                         |
| 0 30 | 1500           |                 | Metin Hüseyin          | 29. September 2014         | 15  |                           |                         |
| 0 31 | 1501           |                 | Athina Rachel Tsangari | 6. Oktober 2014            | 16  |                           |                         |
| 0 32 | 1502           |                 | Athina Rachel Tsangari | 6. Oktober 2014            | 16  |                           |                         |
| 0 33 | 1503, Part One |                 | Metin Hüseyin          | 13. Oktober 2014           | 17  |                           |                         |
| 0 34 | 1503, Part Two |                 | Metin Hüseyin          | 13. Oktober 2014           | 17  |                           |                         |
| 0 35 | 1504           |                 | Metin Hüseyin          | 20. Oktober 2014           | 18  |                           |                         |
| 0 36 | 1505           |                 | Christoph Schrewe      | 20. Oktober 2014           | 18  |                           |                         |
| 0 37 | 1506           |                 | Christoph Schrewe      | 27. Oktober 2014           | 19  |                           |                         |
| 0 38 | 1507           |                 | Christoph Schrewe      | 27. Oktober 2014           | 19  |                           |                         |

## Veröffentlichungen
Borgia wurde sowohl in drei Teilen (erster Teil am 21. Oktober; zweiter Teil am 28. Oktober und dritter Teil am 17. November 2011) auf DVD veröffentlicht; am 1. Dezember 2011 ist auch die komplette Staffel in einer „Directors Cut“ FSK-18 Version auf DVD und Blu-ray erschienen.

## Historische Abweichungen

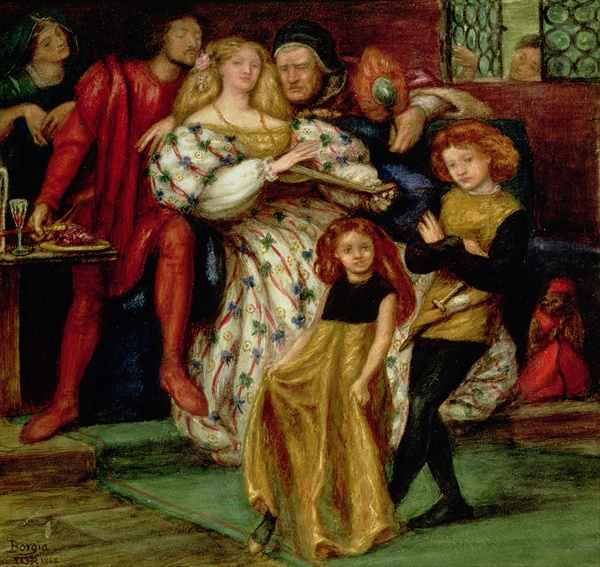
Die Familie Borgia in der Vorstellung des Künstlers Dante Gabriel Rossetti, 19. Jahrhundert

Obwohl die Serie sich in vielen Details an die historischen Umstände und Begebenheiten hält, nimmt Tom Fontana sich dennoch einige künstlerische Freiheiten. So wird Juan in der Serie zum Beispiel als der älteste Sohn dargestellt, obwohl Historiker heute übereinstimmen, dass er jünger als Cesare gewesen sein muss.
Weitere Beispiele:
- Ende des 15. Jahrhunderts war die Deckenbemalung der Sixtinischen Kapelle noch nicht vollendet.
- Pedro-Luis Borgia starb bereits im Jahr 1488, nicht erst 1492, und Juan hielt sich zu dieser Zeit nicht mit ihm in Valencia auf, sondern reiste erst nach Rodrigos Wahl zum Papst erstmals nach Spanien.
- Cesare wurde zwar tatsächlich eine Affäre mit der römischen Kurtisane Fiammetta Michaelis nachgesagt, jedoch später als in der Serie dargestellt (um 1500), und es gibt keinerlei Hinweise darauf, dass er mit ihr ein Kind gehabt und dieses geopfert hätte.
- Cesare war nie Geisel der Colonnas und wurde nicht von ihnen sexuell misshandelt.
- Rodrigo legitimierte seine Kinder nicht während der Ernennung Cesares zum Kardinal, sondern zu unterschiedlichen Zeitpunkten davor und danach.
- Juans Frau Maria Enriquez betrat nie Italien, sondern lebte mit ihm in Spanien – ihre Misshandlung durch Juan und ihre Flucht sind erfunden.
- Es gibt keinen Hinweis darauf, dass Lucrezia sich vor ihrer Ehe mit ihm in Alfonso d’Este verliebte, geschweige denn ihn je zuvor getroffen hatte.
- Nach dem Tod Friedrich III. findet sein Sohn Maximilian wiederholt Erwähnung als „Kaiser“. Tatsächlich war Maximilian schon vor dem Tod seines Vaters „römischer König“, wurde aber erst 1508 mit Zustimmung von Papst Julius II. (Giuliano della Rovere) zum Kaiser des heiligen römischen Reiches gekrönt.
- Der Angriff Miglioratis auf Giulia und Adrianas Verbannung, weil sie ihm half, sind erfunden.
- Als Papst Alexander VI. im Film die Trennlinie zwischen Portugal und Spanien lt. Ziff. 6 der Bulle „Inter caetera divinae“ vom 4. Mai 1493 mit einem Zirkel auf eine Karte einzeichnet, sieht es so aus, als wisse er, dass er damit Portugal auch einen Teil Südamerikas zuspricht. In Wirklichkeit wurde in der Bulle die Trennlinie willkürlich 100 Meilen westlich der Azoren gezogen. Die Küste Brasiliens wurde erst durch den portugiesischen Seefahrer Cabral im Jahre 1500 entdeckt.
- Zur Zeit des Konklaves 1492 gab es keinen deutschen Kardinal, der daran hätte teilnehmen können.
- Cesare Borgia meldet seinem Vater, der deutsche König (Friedrich III.) sei während einer Beinamputation gestorben. Das stimmt nicht. Diese Amputation fand am 10. Juni 1493 statt und verlief erfolgreich. Friedrich III. verstarb am 19. August 1493 an einer Akutkrankheit, die nicht mit der Operation zusammenhing.
- Die Laokoon-Gruppe wurde erst 1506 bei Grabungsarbeiten entdeckt, drei Jahre nach dem Tod Alexanders VI., der das Kunstwerk somit nie zu Gesicht bekommen hat. Laokoon wird überdies mit abgeknicktem rechten Arm gezeigt, eine Rekonstruktion, die so erst im 20. Jahrhundert erfolgte.
- Die gemeinsame Tochter von Giulia und Alexander VI., Laura (Orsini), wurde 1492 geboren, nicht – wie in der Serie gezeigt – während der französischen Besetzung Roms 1495.
- Es gibt keinen Jungen Ferdinand von Habsburg, der im Auftrag seines Onkels Maximilian I. beim Papst vorsprach. Der erste Habsburger, der den Namen Ferdinand trug, war Maximilians Enkel Ferdinand I. (1503–1564)
- In der Serie wird ein Konsistorium gezeigt, in welchem Alexander VI. gleichzeitig fünf Männer der Borgia-Familie zu Kardinälen kreiert, darunter seinen Großneffen Juan de Borja Llançol de Romaní. Damit soll die Opposition der übrigen Kardinäle geschwächt werden. Dieses Konsistorium fand so nie statt. Zwei der Männer sind fiktiv. Zwar erhob Alexander während seines Pontifikats mehrere seiner Familienmitglieder in den Rang eines Kardinals, aber niemals zur selben Zeit (siehe auch: Liste der Kardinalskreierungen Alexanders VI.). Auch fand das besagte Konsistorium im Februar 1496 statt; in der Serie ist es jedoch mindestens Frühling.
- Einige Begebenheiten der zweiten Staffel wurden etwas flexibler adaptiert. So beginnt diese laut verschiedenen Presseaussendungen im Jahr 1497. Unmittelbar darauf bringt Lucrezia ihren Sohn Giovanni zur Welt. Die Geburt von Giovanni erfolgte jedoch erst 1498. In der Serie danach findet das Konsistorium statt, in welchem Juan de Borja Llançol de Romaní zum Kardinal kreiert wird. Dieser war jedoch zu diesem Zeitpunkt seit mindestens zwei Jahren, seit dem Jahr 1496 Kardinal. Alexander VI. versucht, nimmt man als Jahr in der Serie das Jahr 1498 an, Lucrezia mit dem noch jungen Heinrich VIII. von England zu vermählen. Lucrezia stimmt dieser politischen Liaison nicht zu und verweist auf Heinrichs Alter von drei Jahren. Der historische Heinrich VIII. war jedoch 1498 sieben Jahre alt.

## Kritiken
„Das ZDF zeigt 600 Minuten lang das Paten-Drama ‚Borgia‘ über Sex, Lügen und Mord im Vatikan der Renaissancezeit - doch wegen ihrer Fixierung auf allzu modern wirkende Intrigen wird die imposante Serie der dargestellten Epoche leider kaum gerecht.“

„Bei aller löblichen Zurückhaltung gegenüber den gerade diesem Stoff innewohnenden Versuchungen zu Sex und Splatter ist doch auch Fontana im Netz des Mediums gefangen: seiner verhängnisvollen Neigung zur Oberfläche; mit anderen Worten: seiner Unfähigkeit, Widersprüchen und Brüchen, Gleichzeitigkeiten und Verschiebungen, Varianten und Verstellungen der Geschichte nachzugehen. Aber erst so wird sie für uns wirklich zur »Lehrerin des Lebens«.“

„Und doch ist dieser oft grausame Reigen aus Intrigen, Sex, Machtgier und dem geborgten Prunk einer langversunkenen Epoche großes Fernsehkino. Zwar entsprechen nicht sehr viele Details der historischen Wahrheit, es entsteht in diesem fast surrealen Renaissance-Albtraum aber ein gar nicht so falsches Abbild der Jahrzehnte am Ende des Mittelalters, als Kolumbus eben die Neue Welt entdeckte und die Weltlichkeit der römischen Kirche Martin Luther den Anstoß für Spaltung der Una Sancta lieferte.“

„Die Machtpolitik der italienischen Stadtstaaten wird zwar in ‚Borgia‘ ähnlich minutiös aufgefächert wie der Charakter Cesares, aber die Belehrung über die geopolitische Gemengelage wirkt angesichts der saftigen ‚Privatszenen‘ dann doch wie das berühmte Feigenblatt. Ein bisschen bigott kommt diese zur Schau getragene Beflissenheit schon daher, mit der dem Zuschauer die Geschichte der Renaissance in der öffentlich-rechtlichen Variante als hehres Ringen um eine authentische Darstellung serviert wird.“